# Städterankings nach Lebensqualität
Es bestehen verschiedene Städterankings nach Lebensqualität, welche versuchen, die Lebensqualität in den Metropolen der Welt zu messen, darunter eigene Ranglisten von der Economist Group, Mercer und Monocle. Diese Rankings haben immer wieder mediale und öffentliche Rezeption erfahren. Es ist allerdings zu bedenken, dass derartige Rankings subjektiv sind und von unterschiedlichen Messweisen und Methodologien abhängen können, es gibt nämlich keine allgemein anerkannte Messweise für die Quantifizierung von Lebensqualität.

## Global Liveability Ranking
Die Economist Intelligence Unit (EIU) veröffentlicht seit 2002 alljährlich ein Global Liveability Ranking, in dem über 170 Städte nach ihrer Lebensqualität in den Bereichen Stabilität, Gesundheitswesen, Kultur, Umwelt, Bildung und Infrastruktur bewertet werden.
Melbourne in Australien wurde von der EIU sieben Jahre in Folge, von 2011 bis 2017, zur lebenswertesten Stadt der Welt gewählt. Zwischen 2004 und 2010 war Vancouver in Kanada die lebenswerteste Stadt, wobei Melbourne im ersten Bericht von 2002 den ersten Platz belegte. Nach 2015 lag Vancouver auf dem dritten Platz, während Wien bis 2018 auf dem zweiten Platz lag und dann erstmals den ersten Platz belegte. Bei der Ausgabe von 2025 landete Kopenhagen auf Platz 1 und löste Wien an der Spitze ab. Die drei letzten Plätze belegten Dhaka in Bangladesch, Tripolis in Libyen und Damaskus in Syrien.
| EIU's Global Liveability Ranking (2025) | EIU's Global Liveability Ranking (2025) | EIU's Global Liveability Ranking (2025) |
| Rang                                    | Stadt                                   | Land                                    |
| --------------------------------------- | --------------------------------------- | --------------------------------------- |
| 1                                       | Kopenhagen                              | Dänemark                                |
| 2                                       | Wien                                    | Österreich                              |
| 3                                       | Zürich                                  | Schweiz                                 |
| 4                                       | Melbourne                               | Australien                              |
| 5                                       | Genf                                    | Schweiz                                 |
| 6                                       | Sydney                                  | Australien                              |
| 7                                       | Osaka                                   | Japan                                   |
| 8                                       | Auckland                                | Neuseeland                              |
| 9                                       | Adelaide                                | Australien                              |
| 10                                      | Vancouver                               | Kanada                                  |

## Monocle's Quality of Life Survey
Seit 2006 veröffentlicht das Lifestyle-Magazin Monocle jährlich eine Liste der lebenswertesten Städte. Wichtige Kriterien in dieser Umfrage sind Sicherheit/Kriminalität, Internationalität, Klima/Sonnenschein, Schönheit der Architektur, öffentliche Verkehrsmittel, soziale Toleranz, Umweltfragen und Zugang zur Natur, Stadtgestaltung, wirtschaftliche Bedingungen und medizinische Versorgung.
| Monocle's Quality of Life Survey (2024) | Monocle's Quality of Life Survey (2024) | Monocle's Quality of Life Survey (2024) |
| Rank                                    | City                                    | Country/Region                          |
| --------------------------------------- | --------------------------------------- | --------------------------------------- |
| 1                                       | München                                 | Deutschland                             |
| 2                                       | Wien                                    | Österreich                              |
| 3                                       | Zürich                                  | Schweiz                                 |
| 4                                       | Kopenhagen                              | Dänemark                                |
| 5                                       | Madrid                                  | Spanien                                 |
| 6                                       | Lissabon                                | Portugal                                |
| 7                                       | Tokio                                   | Japan                                   |
| 8                                       | Melbourne                               | Australien                              |
| 9                                       | Stockholm                               | Schweden                                |
| 10                                      | Paris                                   | Frankreich                              |
| 11                                      | Helsinki                                | Finnland                                |
| 12                                      | Kyoto                                   | Japan                                   |
| 13                                      | Oslo                                    | Norwegen                                |
| 14                                      | Amsterdam                               | Niederlande                             |
| 15                                      | Sydney                                  | Australien                              |
| 16                                      | Barcelona                               | Spanien                                 |
| 17                                      | Berlin                                  | Deutschland                             |
| 18                                      | Singapur                                | Singapur                                |
| 19                                      | Mailand                                 | Italien                                 |
| 20                                      | Athen                                   | Griechenland                            |

## Mercer's Quality of Living Ranking
Das amerikanische Beratungsunternehmen Mercer veröffentlicht jährlich sein Mercer Quality of Living Survey, in der 221 Städte anhand von 39 Kriterien verglichen werden. New York City erhält einen Basiswert von 100 und die anderen Städte werden im Vergleich dazu bewertet. Kriterien sind Sicherheit, Bildung, Hygiene, Gesundheitsfürsorge, Kultur, Umwelt, Erholung, politisch-wirtschaftliche Stabilität, öffentlicher Verkehr und Zugang zu Waren und Dienstleistungen. Die Liste soll multinationalen Unternehmen bei der Entscheidung helfen, wo sie Büros oder Fabriken eröffnen und wie viel sie ihren Mitarbeitern zahlen sollen.
| Mercer's Quality of Living Ranking (2024) | Mercer's Quality of Living Ranking (2024) | Mercer's Quality of Living Ranking (2024) |
| Rank                                      | City                                      | Country/Region                            |
| ----------------------------------------- | ----------------------------------------- | ----------------------------------------- |
| 1                                         | Zürich                                    | Schweiz                                   |
| 2                                         | Wien                                      | Österreich                                |
| 3                                         | Genf                                      | Schweiz                                   |
| 4                                         | Kopenhagen                                | Dänemark                                  |
| 5                                         | Auckland                                  | Neuseeland                                |
| 6                                         | Amsterdam                                 | Niederlande                               |
| 7                                         | Frankfurt am Main                         | Deutschland                               |
| 7                                         | Vancouver                                 | Kanada                                    |
| 9                                         | Bern                                      | Schweiz                                   |
| 10                                        | Basel                                     | Schweiz                                   |
| 11                                        | München                                   | Deutschland                               |
| 12                                        | Sydney                                    | Australien                                |
| 13                                        | Toronto                                   | Kanada                                    |
| 14                                        | Den Haag                                  | Niederlande                               |
| 14                                        | Wellington                                | Neuseeland                                |
| 16                                        | Düsseldorf                                | Deutschland                               |
| 17                                        | Luxemburg                                 | Luxemburg                                 |
| 18                                        | Stockholm                                 | Schweden                                  |
| 19                                        | Berlin                                    | Deutschland                               |
| 20                                        | Montreal                                  | Kanada                                    |
| 20                                        | Melbourne                                 | Australien                                |
| 20                                        | Oslo                                      | Norwegen                                  |
| 20                                        | Ottawa                                    | Kanada                                    |
| 20                                        | Perth                                     | Australien                                |

## Ranking für deutsche Städte
Das Beratungsunternehmen IW Consult erstellt gemeinsam mit dem Immobilienportal ImmoScout 24 und der Wirtschaftswoche ein Städteranking, indem neben den Bereichen Arbeitsmarkt, Wirtschaftsstruktur, Immobilienmarkt und Nachhaltigkeit auch die Lebensqualität in 72 deutschen Großstädten bewertet wird.
| Rang | Stadt                | Bundesland          |
| ---- | -------------------- | ------------------- |
| 1    | Erlangen             | Bayern              |
| 2    | München              | Bayern              |
| 3    | Regensburg           | Bayern              |
| 4    | Nürnberg             | Bayern              |
| 5    | Ingolstadt           | Bayern              |
| 6    | Berlin               | Berlin              |
| 7    | Wolfsburg            | Niedersachsen       |
| 8    | Hamburg              | Hamburg             |
| 9    | Chemnitz             | Sachsen             |
| 10   | Potsdam              | Brandenburg         |
| 11   | Mönchengladbach      | Nordrhein-Westfalen |
| 12   | Frankfurt am Main    | Hessen              |
| 13   | Leipzig              | Sachsen             |
| 14   | Fürth                | Bayern              |
| 15   | Heidelberg           | Baden-Württemberg   |
| 16   | Düsseldorf           | Nordrhein-Westfalen |
| 17   | Oldenburg            | Niedersachsen       |
| 18   | Freiburg im Breisgau | Baden-Württemberg   |
| 19   | Dresden              | Sachsen             |
| 20   | Heilbronn            | Baden-Württemberg   |
| …    |                      |                     |
| 68   | Hamm                 | Nordrhein-Westfalen |
| 69   | Krefeld              | Nordrhein-Westfalen |
| 70   | Hagen                | Nordrhein-Westfalen |
| 71   | Gelsenkirchen        | Nordrhein-Westfalen |
| 72   | Herne                | Nordrhein-Westfalen |